# Tempestade tropical Alex (2022)
A tempestade tropical Alex foi uma forte tempestade tropical que causou inundações repentinas no oeste de Cuba e no sul da Flórida enquanto se transformava na primeira tempestade nomeada da temporada de furacões no Atlântico de 2022 . Alex originou-se de uma ampla área de baixa pressão parcialmente relacionada aos remanescentes do furacão Agatha no Pacífico Oriental. O Centro Nacional de Furacões (NHC) iniciou alertas sobre o sistema como Potencial Ciclone Tropical Um (PTC1, em inglês) sobre o leste da Península de Yucatán em 2 de junho. O cisalhamento do vento e o ar seco mantiveram o sistema desorganizado até cruzar a Flórida dois dias depois. Finalmente, em 5 de junho, o sistema tornou-se suficientemente organizado e foi nomeado Alex enquanto localizado ao norte das Ilhas Ábaco. No início de 6 de junho, os ventos de Alex se fortaleceram brevemente para 110 km/h nas águas quentes do Oceano Atlântico. A tempestade trouxe chuva e ventos fortes para as Bermudas antes de se tornar um ciclone pós-tropical mais tarde naquele dia.
O precursor de Alex causou fortes chuvas no oeste de Cuba. Na Flórida, foram registrados 3.543 cortes de energia. Em Cuba, 4.480 pessoas foram deslocadas e o sistema causou a morte de pelo menos três pessoas.

## História meteorológica

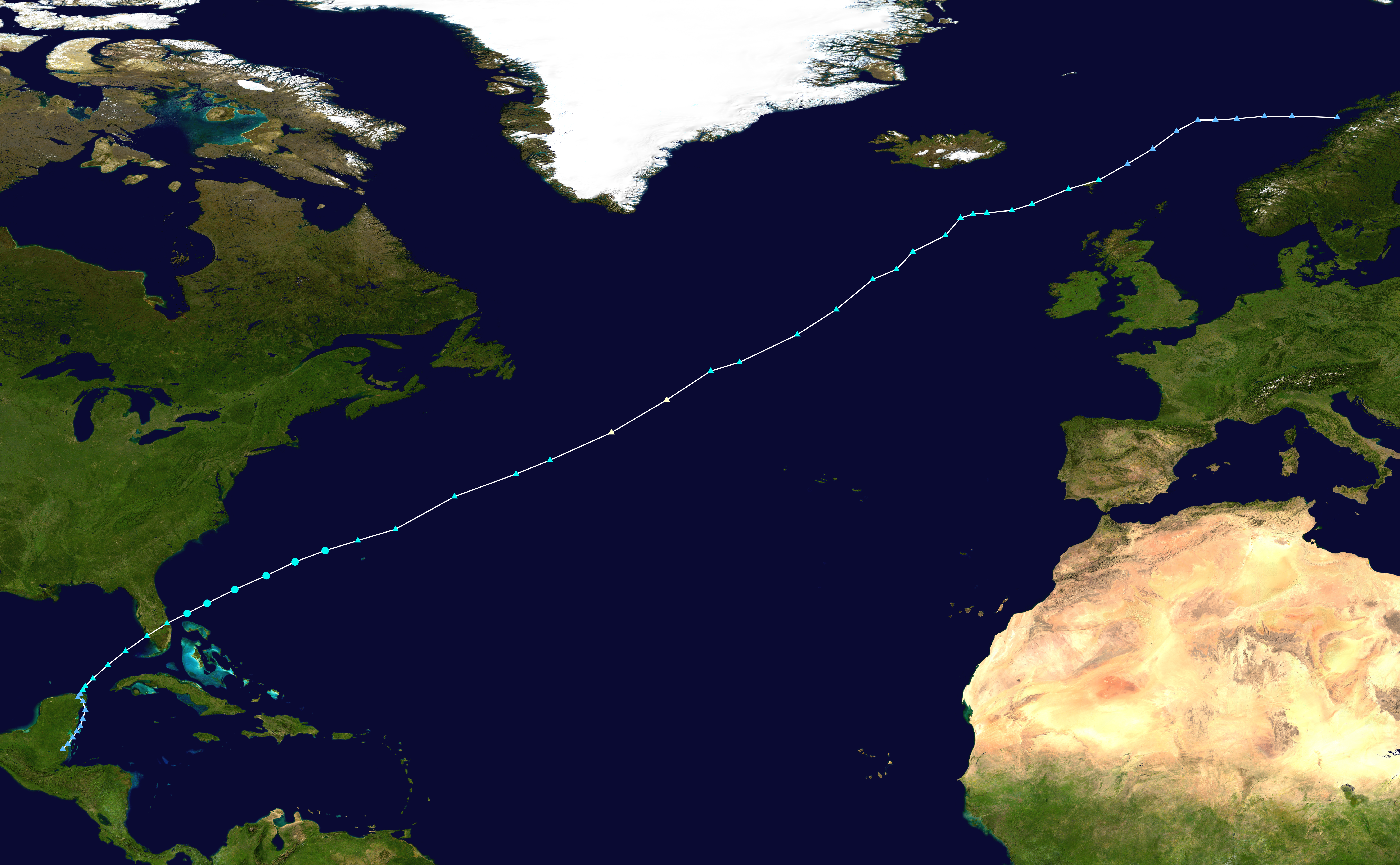
Trajetória do Alex

Em 31 de maio, uma tempestade parcialmente relacionada aos remanescentes do furacão Agatha no Pacífico Oriental ressurgiu sobre a Península de Iucatán e se fundiu com uma área de baixa pressão bastante desorganizada que tinha se formado dois dias antes. Ele produziu aguaceiros e trovoadas nos próximos dias enquanto se desenvolvia e foi designado como um potencial ciclone tropical um quando estava localizado a cerca de 120 km ao norte-noroeste de Cozumel, México, em 2 de junho. Nessa época, imagens de satélite mostravam q o sistema permanecia desorganizado devido ao cisalhamento do vento sudoeste.
No início do dia seguinte, o Hurricane Hunters estimou que o sistema estava produzindo ventos com força de tempestade tropical e relatou uma mudança nos ventos de baixo nível, mas não encontrou evidências conclusivas de uma circulação fechada. Os dados do Escaterômetro no início de 4 de junho indicaram que o sistema tinha ventos alongados e ainda não tinha um centro bem definido. Pouco depois das 12:00 UTC, o sistema atingiu a costa oeste da Flórida entre Cape Coral e Naples. Já no Atlântico mais tarde em 4 de junho, a circulação do sistema ficou melhor definida.
No Atlântico, rumou para nordeste, e no dia 10 de junho, já uma área de baixa pressão sem nome, seus remanescentes causaram ventos no noroeste da Europa, mas costas oeste da Irlanda, Irlanda do Norte, Escócia, Inglaterra e o sul e sudeste da Islândia. O vice-chefe de meteorologia do Met Office da Inglaterra, Chris Almond, disse: “embora não seja mais uma tempestade com nome, os remanescentes da ex-tempestade tropical Alex trarão alguns ventos fortes na metade norte do Reino Unido - especialmente para a Escócia e a Irlanda do Norte na sexta e no sábado". Ele também informou que os ventos devem atingir cerca de 45mph (~70km/h) em algumas partes do norte do Reino Unido, com a chance de algumas rajadas de 55mph (~85km/h) em algumas ilhas e nas áreas costeiras.

## Sumário
- Este artigo foi inicialmente traduzido, total ou parcialmente, do artigo da Wikipédia em inglês cujo título é «Tropical Storm Alex (2022)».